# Markforglemmigej
Markforglemmigej (Myosotis arvensis), ofte skrevet mark-forglemmigej, er en 20-40 cm høj urt, der vokser på agerjord. Man ved ikke, om den er oprindeligt hjemmehørende i Europa, eller om den er spredt hertil med agerbruget.

## Beskrivelse
Markforglemmigej er en en- eller toårig, urteagtig plante med en opstigende vækst. Stænglerne er tæt hårede, runde i tværsnit og ofte lidt brunrødt anløbne. Bladene sidder spredt, og de er hele og elliptiske med hel rand. Begge bladsider er blødt hårede og græsgrønne.
Blomstringen sker i maj-juni, hvor man finder dem siddende i endestillede stande, (svikler). De enkelte blomster er femtallige og regelmæssige med hulkravede, lyseblå (sjældnere: lyserøde) kronblade. Frugterne er spaltefrugter med brune, glatte delfrugter.
Rodnettet består af trævlede rødder.

## Voksested
Arten er udbredt i Asien og Europa, hvor den har flest forekomster i bjergegne og nordlige eller kystnære områder. Man ved ikke, om den er oprindeligt hjemmehørende i Europa, eller om den er spredt hertil med agerbruget. Den vokser i krat, på ruderater, langs veje og i dyrkede marker, og alle steder foretrækker den fugtige, næringsrige lerjorde.
I et læbælte i Turew-området i det vestlige Polen vokser den sammen med bl.a. agersnerle, agersvinemælk, hyrdetaske, alm. rajgræs, alm. røllike, burresnerre, canadisk bakkestjerne, engrottehale, engsvingel, febernellikerod, havemalurt, hvidmelet gåsefod, storblomstret hønsetarm, vejpileurt og vårærenpris
| Portal | Portal:Botanik |

## Note
1. ↑  Zdzisław Bernacki: Secondary Succession of the Vegetation in a Young Shelterbelt (engelsk)